# Edu Peppe
Edu Peppe, vollständiger Name Carlos Eduardo Peppe Britos, (* 28. Januar 1983 in Montevideo, Uruguay) ist ein andorranischer Fußballspieler.

## Karriere

### Verein
Peppe stand spätestens seit Juni 2001 in Reihen des in Montevideo beheimateten Vereins Defensor Sporting. Sein Pflichtspieldebüt feierte er 2002 unter Trainer Ricardo Ortiz, der ihn in der Begegnung mit Plaza Colonia für Marcelo Tejera einwechselte. Für Defensor bestritt er in den Spielzeiten 2002 und 2003 insgesamt zehn Erstligaspiele ohne persönlichen Torerfolg.
Auch in der Saison 2004 sowie im Torneo Clasificatorio wird er als Spieler der Montevideaner geführt. Sodann wechselte er 2004 innerhalb der Liga auf Leihbasis zum Club Sportivo Cerrito. Von der Saison 2004 bis einschließlich der Spielzeit 2006/07 werden insgesamt 37 Ligaeinsätze für den Klub ausgewiesen. Ein Torerfolg gelang ihm auch dort nicht. Zwischenzeitlich war er nach Ende der Saison 2005/06 zunächst vereinslos und absolvierte ein Probetraining beim Club Atlético Progreso. 2007 verließ er Uruguay und unterschrieb beim andorranischen Verein UE Sant Julià einen Vertrag.
Bei den Andorranern, mit denen er in der Saison 2008/09 Andorranischer Meister wurde, wird eine Kaderzugehörigkeit von der Saison 2007/08 bis einschließlich der Spielzeit 2012/13 geführt. Im Zeitraum von 2008 bis 2011 bestritt er für sein Team saisonübergreifend sechs Begegnungen des Europa-League-Wettbewerbs und in der Saison 2009/10 vier Partien der Champions-League-Qualifikation. In der Saison 2012/13 kam er 13-mal in der Liga zum Einsatz und traf einmal ins gegnerische Tor. Während dieser Spielzeit wechselte er zum FC Andorra, bei dem er bis Saisonende zwei Treffer bei elf Ligaeinsätzen erzielte. In der Saison 2013/14 wird er wieder als Spieler von UE Sant Julià geführt. Die Folgespielzeit verbrachte er erneut in Reihen des FC Andorra. Dort absolvierte er 23 Ligapartien und erzielte zwei Treffer. Seit Juli 2015 stand er abermals in Reihen von UE Sant Julià. In der Spielzeit 2015/16 traf er einmal bei 17 Ligaeinsätzen ins gegnerische Tor. Zudem stehen für ihn zwei weitere Europa-League-Einsätze zu Buche. In der Saison 2016/17 absolvierte er 26 Ligapartien (zwei Tore) für den FC Encamp.

### Nationalmannschaft
2010 erhielt er die andorranische Staatsbürgerschaft nach seiner Heirat mit der aus Les Escaldes, Escaldes-Engordany stämmigen Andorranerin Marilene Mancio Reis und war somit spielberechtigt für die Nationalmannschaft Andorras.
Er debütierte am 7. Oktober 2011 im EM-Qualifikationsspiel gegen die irische Fußballnationalmannschaft in der andorranischen Nationalmannschaft. Nach Angaben des andorranischen Fußballverbandes wurde er bislang (Stand: 5. August 2016) in sechs Länderspielen eingesetzt. Ein Tor schoss er dabei nicht. Die UEFA führt dagegen bereits 23 – persönlich torlose – Länderspieleinsätze.

### Erfolge
- Andorranischer Meister: 2008/09